# Samoa thuộc Mỹ tại Thế vận hội
Samoa thuộc Mỹ đã tham dự 6 kỳ Thế vận hội Mùa hè và 1 kỳ Thế vận hội Mùa đông ở Lillehammer, Na Uy.

## Bảng huy chương
| Thế vận hội         | Số VĐV        | Vàng          | Bạc           | Đồng          | Tổng số       | Xếp thứ       |
| 1896–1984           | không tham dự | không tham dự | không tham dự | không tham dự | không tham dự | không tham dự |
| Seoul 1988          | 7             | 0             | 0             | 0             | 0             | –             |
| Barcelona 1992      | 3             | 0             | 0             | 0             | 0             | –             |
| Atlanta 1996        | 7             | 0             | 0             | 0             | 0             | –             |
| Sydney 2000         | 4             | 0             | 0             | 0             | 0             | –             |
| Athens 2004         | 3             | 0             | 0             | 0             | 0             | –             |
| Bắc Kinh 2008       | 4             | 0             | 0             | 0             | 0             | –             |
| Luân Đôn 2012       | 5             | 0             | 0             | 0             | 0             | –             |
| Rio de Janeiro 2016 | 4             | 0             | 0             | 0             | 0             | –             |
| Tokyo 2020          | chưa diễn ra  |               |               |               |               |               |
| Tổng số             | Tổng số       | 0             | 0             | 0             | 0             | –             |

| Thế vận hội         | Số VĐV        | Vàng          | Bạc           | Đồng          | Tổng số       | Xếp thứ       |
| 1924–1992           | không tham dự | không tham dự | không tham dự | không tham dự | không tham dự | không tham dự |
| Lillehammer 1994    | 2             | 0             | 0             | 0             | 0             | –             |
| 1998–2018           | không tham dự | không tham dự | không tham dự | không tham dự | không tham dự | không tham dự |
| Bắc Kinh 2022       | chưa diễn ra  | chưa diễn ra  | chưa diễn ra  | chưa diễn ra  | chưa diễn ra  | chưa diễn ra  |
| Milano–Cortina 2026 | chưa diễn ra  | chưa diễn ra  | chưa diễn ra  | chưa diễn ra  | chưa diễn ra  | chưa diễn ra  |
| Tổng số             | Tổng số       | 0             | 0             | 0             | 0             | –             |

## Người cầm cờ
| Thế vận hội         | VĐV                 | Môn thi đấu |
| ------------------- | ------------------- | ----------- |
| Seoul 1988          | Maselino Masoe      | Quyền Anh   |
| Atlanta 1996        | Maselino Masoe      | Quyền Anh   |
| Sydney 2000         | Lisa Misipeka       | Điền kinh   |
| Athens 2004         | Lisa Misipeka       | Điền kinh   |
| Bắc Kinh 2008       | Silulu A'etonu      | Judo        |
| Luân Đôn 2012       | Ching Maou Wei      | Bơi lội     |
| Rio de Janeiro 2016 | Tanumafili Jungblut | Cử tạ       |

| Thế vận hội              | VĐV                | Môn thi đấu        |
| ------------------------ | ------------------ | ------------------ |
| Lillehammer 1994         | Faauuga Muagututia | Xe trượt lòng máng |
| Nagano 1998              | không tham dự      | không tham dự      |
| Thành phố Salt Lake 2002 | không tham dự      | không tham dự      |
| Torino 2006              | không tham dự      | không tham dự      |
| Vancouver 2010           | không tham dự      | không tham dự      |
| Sochi 2014               | không tham dự      | không tham dự      |